# Teatro de l'Archipel
El Teatro de l'Archipel (en francés: Théâtre de l'Archipel, literalmente Teatro del Archipiélago) es un moderno teatro en servicio desde el 10 de octubre de 2011, con sede en la localidad de Perpiñán en el departamento de Pirineos Orientales al sur de Francia.
El Teatro Archipiélago fue realizada por las empresas asociadas arquitectos Jean Nouvel y Brigitte Metra . Su construcción costó 44 millones de euros y requirió seis años de trabajo. La inauguración se llevó a cabo 10 de octubre de 2011 con la presencia del alcalde de Perpiñán, de Frédéric Mitterrand (Ministro de Cultura) y Jean Nouvel .
El complejo teatral es la instalación más grande en su tipo de la región de Languedoc - Rosellón. Se compone de tres salas: «Le Grenat», «Le Carré», y «Le Studio». Tiene capacidad para un total de 1500 espectadores sumando el total de las 2 salas.